# 그대, 웃어요
《그대, 웃어요》는 2009년 9월 26일부터 2010년 3월 7일까지 방영된 SBS 주말 특별기획 드라마이며 한때 MBC 편성설이 있었으나 《보석비빔밥》 편성에 밀려 무산되자 SBS에서 간신히 편성됐고 최정윤이 분한 서정경 역은 김민선, 정경호가 분한 강현수 역은 당초 지현우가 낙점됐지만 개인사정 때문에 고사했다.

## 역대 방송시간
| 방송 채널 | 방송 기간                        | 방송 시간               | 방송 분량  |
| --------- | -------------------------------- | ----------------------- | ---------- |
| SBS       | 2009년 9월 26일 ~ 2010년 1월 3일 | 토, 일 밤 10:00 ~ 11:20 | 1시간 20분 |
| SBS       | 2010년 1월 9일 ~ 2010년 3월 7일  | 토, 일 밤 10:00 ~ 11:10 | 1시간 10분 |

## 기획 의도
사업가 정길의 사업이 망하면서 정길네 운전기사였던 만복 집에 정길식구들이 얹혀살게 되면서 물질보다는 가족 간의 사랑이 중요하다는 것을 깨닫게 된다는 이야기를 그린 드라마

## 등장인물

### 현수네 가족
- 정경호 : 강현수 역
- 최불암 : 강만복 역
- 송옥숙 : 백금자 역
- 천호진 : 강상훈 역

### 정인네 가족
- 이민정 : 서정인 역
- 강석우 : 서정길 역
- 최정윤 : 서정경 역
- 허윤정 : 공주희 역
- 이천희 : 서성준 역
- 전혜진 : 정지수 역

### 그 외 인물
- 이규한 : 이한세 역
- 윤주상 : 이준배 역
- 정민성 : 김비서 역
- 홍일권 : 한민준 역
- 지유 : 글로벌 자동차 연구원 역
- 정소녀 : 소녀 씨 역
- 최권 : 박경수 역
- 박준금 : 한세의 어머니 역
- 남일우 : 이중구 역
- 최송현 : 홍선희 역
- 이우진 : 손해보험 사정인 역
- 박신우 : 철민 역
- 한보배 : 연재 역
- 조윤희 : 현수의 맞선녀 역

## 결방과 연장
- 2009년 11월 18일 : 그대 웃어요 방영 분량이 30부작에서 15회 연장되어 45부작으로 변경, 확정되었고 이 때문에 후속작으로 내정된 별을 따다줘는 천사의 유혹 후속 9시 월화 미니시리즈로 편성이 변경[4]됐다.
- 2010년 2월 27일 : 특집다큐 <김연아의 트리플 러브> 방송으로 인해 결방
- 2010년 2월 28일 : 특집다큐 <0.01초의 승부사 대한민국 쇼트트랙> 방송으로 인해 결방

## 수상
- 2009년 SBS 연기대상 프로듀서상 정경호
- 2009년 SBS 연기대상 뉴스타상 이민정
- 2009년 SBS 연기대상 특별기획 부문 남자 조연상 강석우

## 경쟁 프로그램
- 보석 비빔밥 (MBC)
- 천추태후 (KBS2)
- 열혈 장사꾼 (KBS2)
- 명가 (KBS1)
- 거상 김만덕 (KBS1)